# Priscilla Monge
Priscilla Monge es una artista plástica costarricense, ha explorado reiteradamente y desde diferentes perspectivas los resquicios de los usos del lenguaje y de los gestos sociales (significados y símbolos).
Sus obras tratan de todo aquello que se sabe pero no se dice, o de aquello que se hace pero no se muestra, haciendo énfasis en los significados, los aspectos de la cotidianeidad entre lo íntimo y lo social, bajo formulaciones aparentemente "inocentes". 
Sus obras hablan de una manera poética sobre la contradicción donde habla temas psíquicos y de sensibilidad de una manera grotesca, con un poco de humor negro e ironía. Sus obras abarcan pesadillas, perversidad, secretos e intimidad desde el lado social hasta el lado individual.
Siempre hay un detrás, que revela muchas más cosas: las apariencias no engañan, muestran, desvelan, ofrecen nuevos significados a través de los que ya han sido asumidos, como corolarios sociales o individuales. Su obra es una reinvención de la realidad donde se valora lo que hay detrás, como una introspección siempre viva, compartida, real y crítica.

## Exposiciones
2019 – "Victoria Cabezas and Priscilla Monge: Give Me What You Ask For" Archivado el 26 de julio de 2019 en Wayback Machine. – Americas Society, Nueva York.
2013 – 55th Venice Biennial, Costa Rica Pavilion, Ca´Bonvicini, Venice.
2010 – Bienal de Pontevedra. “Utrópicos: Centroamérica y Caribe”. Comisario Santiago Olmo. Pontevedra. España
2007 – "Global Feminisms" – Brooklyn Museum of Art. Brooklyn, NY, USA.
2006 – Liverpool Biennial of contemporary Art 2006 . Liverpool, Reino Unido
2005 – Points of View – Photography in El Museo del Barrio’s Permanent Collection. El Museo del Barrio. New York, NY, EE. UU.
2004 – I Bienal Internacional de Arte Contemporáneo de Sevilla –BIACS. Fundación Bienal Internacional de Arte Contemporáneo de Sevilla, Sevilla, España.
2003 – OPEN e v+ a 2003 – ev+a. Limerick Biennial, Limerick, Irland.
2001 – 49th International Art Exhibition Venice Biennale / Biennale di Venecia. La Biennale di Venezia, Venecia, Italia.
2000 – 24° Bienal de São Paulo. Bienal de São Paulo. São Paulo, Brasil
1999 – "Pervirtiendo el Minimalismo". Museo Centro de Arte Reina Sofía, Madrid, España.
1997 – Bienal de La Habana, Habana, Cuba.